# Josh Lieb
Pour les articles homonymes, voir Lieb.
Josh Lieb est un scénariste et producteur, principalement connu pour son travail sur les émissions The Tonight Show Starring Jimmy Fallon pour laquelle il a été show runner et The Daily Show. Il a été nommé à sept reprises aux Primetime Emmy Awards.

## Filmographie

### Scénariste

#### PourLes Simpson
| Année | Titre                  | Titre original               | Saison | Épisode | Réalisateur      |
| ----- | ---------------------- | ---------------------------- | ------ | ------- | ---------------- |
| 2002  | To Bart or not to Bart | Tales from the Public Domain | 13     | 14      | Mike B. Anderson |

#### Autre
- 1993-1995 : The Jon Stewart Show (12 épisodes)
- 1996 : Twisted Puppet Theater (1 épisode)
- 1995-1999 : NewsRadio (40 épisodes)
- 2007 : Drawn Together (1 épisode)
- 2007-2010 : The Daily Shop (598 épisodes)
- 2007 : Big Stan
- 2008 : Immigrants (L. A. Dolce Vita)
- 2010 : The Rally Restore Sanity and/or Fear
- 2011-2013 : I Hate My Teenage Daughter (2 épisodes)
- 2014 : Sirens (1 épisode)
- 2014-2016 : The Tonight Show Starring Jimmy Fallon (247 épisodes)

### Producteur
- 1995-1999 : NewsRadio (80 épisodes)
- 2000 : Nikki (1 épisode)
- 2001-2002 : Les Simpson (22 épisodes)
- 2005-2006 : Drawn Together (15 épisodes)
- 2007-2010 : The Daily Show (598 épisodes)
- 2010 : The Rally to Restore Sanity and/or Fear
- 2011-2012 : I Hate My Teenage Daughter (3 épisodes)
- 2014 : Best of Late Night with Jimmy Fallon Primetime Special
- 2014 : Sirens (1 épisode)
- 2014-2016 : The Tonight Show Starring Jimmy Fallon (250 épisodes)

### Réalisateur
- 2013 : Matt Damon Goes on Strike!
- 2013 : Jason Bateman, Jessica Biel, and Josh Gad Support the Strike!
- 2013 : Bono, Richard Branson, and Olivia Wilde Join Matt Damon's Strike